# اچ‌نوام‌اس استگ (۱۹۲۱)
اچ‌نوام‌اس استگ (۱۹۲۱) (به انگلیسی: HNoMS Stegg (1921)) یک کشتی است که طول آن ۵۳ متر (۱۷۳٫۸۸ فوت) می‌باشد. این کشتی در سال ۱۹۲۱ ساخته شد.